# 児玉裕一
児玉 裕一（こだま ゆういち、1975年8月20日 - ）は、ミュージック・ビデオやCMなどの演出を手がける日本の映像ディレクター。vivision代表。

## 概要
数多くのCMや椎名林檎、東京事変、Base Ball Bear、Perfumeなど様々なアーティストのミュージック・ビデオを手掛ける映像作家で、実写にCGやアニメーションなど様々な技術を違和感なく自然に組み合わせる映像を得意とする。それ以外にもVJやライブの演出も行う。

## 来歴
新潟県立新潟高等学校卒。化学者を目指すべく東北大学理学部に進学するも、大学2年生の時に映像に興味を持ち、独学で映像制作を学んで作品作りを始める。
大学卒業後、広告業界に入れば映像関係の仕事ができると考え、広告代理店の電通東日本に就職する。しかし新聞・雑誌の広告スペースの仕入れを担当する媒体部に配属され、制作に携わる部署には行けなかった。そのため、1年ほどして退社してフリーになり、個人でモーション・グラフィックスを手掛けるようになる。
一旦学生時代を過ごした仙台へ戻り、地元ローカルの若者向けテレビ番組やCMの制作に携わる。企画から撮影、編集、テロップまで、一人でやって当たり前というDIYな現場で経験を積んでいるときに「SPACE SHOWER TVで番組をやらないか」という話があり、再度東京に拠点を移して番組制作を担当することになる。そこで知り合ったレコード会社の人間からミュージック・ビデオの仕事のオファーを受けるようになり、以後、フリーディレクターとしてミュージックビデオやCMなどの演出を手がけるようになる。
2006年より映像クリエイティブ集団CAVIAR（キャビア）に所属。
2008年、映像ディレクターを務めたユニクロ（ファーストリテイリング社）のウェブ広告『UNIQLOCK』が、カンヌ国際広告祭、クリオ賞、ワン・ショーの世界三大広告賞すべてのインターネット部門でグランプリを受賞。特にカンヌ広告祭のチタニウム部門は、テレビCMから新聞、屋外広告まですべてを含めた広告全体のグランプリとも言える賞であり、大会の事務局側が審査員を全員選出するという唯一の部門なので日本人の審査員もいなかったという。
2013年9月、vivisionを設立。
2016年8月21日（日本時間22日）に行われたリオ五輪閉会式の五輪旗の引き継ぎ式における次期開催地の東京を紹介するパートで、制作チームのチーフ映像ディレクターとしてドラえもんやスーパーマリオなどの日本のアニメやゲームのキャラクターとアスリートが共演する映像を手がける。

## 主な受賞歴
- MTV Video Music Awards Japan
  - “BEST DIRCTOR”（2010年）
- SPACE SHOWER Music Video Awards
  - “BEST DIRCTOR”（2008、2009、2010年）など多数
- The Clio Awards「インタラクティブ部門」グランプリ（2008年、ユニクロ『UNIQLOCK』）
- One Show 「インタラクティブ部門」グランプリ（2008年、ユニクロ『UNIQLOCK』）
- カンヌ国際広告祭
  - 「チタニウム部門」&「サイバー部門」グランプリ（2008年、ユニクロ『UNIQLOCK』）
  - 「サイバー部門」ブロンズ（2011年、タビオ『Tabio Slide Show』）
- 第14回アジア太平洋広告祭賞 ADFEST2011
  - シルバー賞（2011年、タビオ『Tabio Slide Show』）
- 東京インタラクティブ・アド・アワード2011
  - 「ウェブサイト部門キャンペーンサイト」ブロンズ&「プリケーション部門モバイルアプリケーション」ブロンズ（2011年、タビオ『Tabio Slide Show』）
- Invitation Award
  - 「ミュージックビデオ部門賞」（2007年、RIP SLIME「I.N.G」）
- NY Festival
  - ブロンズ（2007年、SONY PLAYSTATION 3「The Beyond」）

## 主な仕事

### 映像作品

#### ミュージックビデオ
- 安室奈美恵
  - 「NEW LOOK」
- 石川さゆり
  - 「暗夜の心中立て」
  - 「名うての泥棒猫」
- 石野卓球
  - 「SIREN」
- 宇多田ヒカル
  - 「二時間だけのバカンス featuring 椎名林檎」
  - 「Somewhere Near Marseilles ーマルセイユ辺りー」
- ウルフルズ
  - 「バカヤロー」
- am8
  - 「Hatsukoi ft. HANA」
- エド・シーラン
  - 「セレスチアル」[12]
- m-flo loves Crystal Kay
  - 「Love Don't Cry」
- キャプテンストライダム
  - 「風船ガム」
- クラムボン
  - 「SUPER☆STAR」
- CHEMISTRY
  - 「Wings of Words」
- ケン・イシイ
  - 「Bells of New Life」
  - 「JOIN THE PAC」
- GO!GO!7188
  - 「近距離恋愛」
- サカナクション
  - 「ネイティブダンサー」
- 安藤裕子
  - 「さみしがり屋の言葉達」
- the youth
  - 「泥の道」
- SAWA
  - 「ManyColors」
  - 「Swimming Dancing」
- 椎名林檎
  - 「メロウ」
  - 「ありあまる富」
  - 「流行」
  - 「都合のいい身体」
  - 「色恋沙汰」
  - 「カーネーション」
  - 「青春の瞬き」
  - 「NIPPON」
  - 「ありきたりな女」
  - 「長く短い祭」
  - 「神様、仏様」
  - 「人生は夢だらけ」
  - 「目抜き通り」
  - 「獣ゆく細道」
  - 「鶏と蛇と豚」
  - 「浪漫と算盤 LDN ver.」
  - 「JL005便で ～Flight JL005～ (B747-246 Mix by Yoshinori Sunahara)」
  - 「私は猫の目」
  - 「人間として」
  - 「ちりぬるを」
  - 「生者の行進」
  - 「初ＫＯ勝ち」
  - 「ドラ１独走」
  - 「余裕の凱旋」
  - 「ほぼ水の泡」
- 推定少女
  - 「情報」
- 水曜日のカンパネラ
  - 「ラー」
  - 「一休さん」
- スネオヘアー
  - 「アイボリー」
  - 「訳も知らないで」
  - 「自問自答」
  - 「ウグイス」
  - 「冬の翼」
  - 「Over the River」
  - 「コミュニケーション」
  - 「セイコウトウテイ」
  - 「ピント」
  - 「ワルツ」
  - 「言いたいことはいつも」
  - 「共犯者」
- SMAP
  - 「華麗なる逆襲」
- SOIL&"PIMP"SESSIONSと椎名林檎
  - 「殺し屋危機一髪」
- Daoko
  - 「ShibuyaK」[13]
  - 「BANG!」
- Daoko × 岡村靖幸
  - 「ステップアップLOVE」
- ダンディ坂野
  - 「ゲッツだぜ!!」
- 東京事変
  - 「OSCA」
  - 「キラーチューン」
  - 「閃光少女」
  - 「能動的三分間」
  - 「勝ち戦」
  - 「空が鳴っている」
  - 「女の子は誰でも」
  - 「新しい文明開化」
  - 「天国へようこそ Tokyo Bay Ver.CS Edit」
  - 「ハンサム過ぎて」
  - 「今夜はから騒ぎ」
  - 「ただならぬ関係」
  - 「永遠の不在証明」
  - 「緑酒」
  - 「仏だけ徒歩」
- DREAMS COME TRUE
  - 「OLA! VITORIA!」
- 南波志帆
  - 「ごめんね、私。」
- NONA REEVES
  - 「透明ガール」
  - 「ラヴ・アライヴ feat. 宇多丸」
- Vaundy
  - 「しわあわせ」
  - 「HERO」
  - 「トドメの一撃 feat. Cory Wong」
- Perfume
  - 「シークレットシークレット」
  - 「ナチュラルに恋して」
  - 「ねぇ」
  - 「Pick Me Up」
  - 「Future Pop」
- 藤井風
  - 「帰ろう」
- Base Ball Bear
  - 「GIRL FRIEND」
  - 「ELECTRIC SUMMER」
  - 「祭りのあと」
  - 「愛してる」
  - 「17才」
  - 「Changes」
  - 「BREEEEZE GIRL」
  - 「short hair」
- 堀込高樹
  - 「冬来たりなば」
- POLYSICS
  - 「I MY ME MINE」
  - 「Electric Surfin' Go Go」
  - 「Catch On Everywhere」
  - 「ハードロックサンダー」
  - 「Pretty Good」
  - 「How are you?」
- Mr.Children
  - 「エソラ」（森本千絵と共に「こだまgoen°」名義で共作）
- ミドリカワ書房
  - 「OH! Gメン」
  - 「上京十年目 神にすがる」
  - 「リンゴガール」
  - 「恋に生きる人」
  - 「母さん」
  - 「ドライブ」
  - 「恍惚の人」
  - 「遺言 〜「日本以外全部沈没」のテーマ〜」
- 宮本浩次
  - 「冬の花」
  - 「going my way」
  - 「異邦人」
  - 「あなた」
  - 「sha･la･la･la」
- 宮本浩次 × 櫻井和寿 organized by ap bank
  - 「東京協奏曲」
- millennium parade × 椎名林檎
  - 「Ｗ●ＲＫ」
- YOUR SONG IS GOOD
  - 「あいつによろしく」
- YUKI
  - 「ハローグッバイ」
- RADWIMPS
  - 「オーダーメイド」
- ラバーキャロッツ
  - 「想像もつかない僕らの日々」
- RIP SLYME
  - 「I・N・G」
- ユンナ
  - 「マイ☆ラバ」
- 米津玄師
  - 「POP SONG」
- Number_i
  - 「GOAT」
- 山下達郎
  - 「LOVE'S ON FIRE」[14]（2022年6月22日）

#### CM
- 任天堂：bit Generation（2006）
- WOWOW：Thanks 15th Station-ID（2006）
- アイシア：黒缶（2006）
- 京浜急行電鉄：京浜急行『赤い電車赤いふたり篇』（2006）
- ファーストリテイリング：UNIQLO『UNIQLOCK』シーズン1（2007）、2, 3, 4（2008）、5（2009）
- 明治製菓：北海道チョコポテト（2007）
- アットホーム：アットホーム『紗季ちゃんが何かしてくれる』シリーズ - 『インターネット篇』『サイン篇』（2007）、『監督篇』（2008）
- NEC：FOMA N904i（2007）
- SONY：VAIO『RIP SLYME×VAIO エンタマーシャル「I.N.G」』（2007）
- SUZUKI：エブリイワゴン（2007）
- 森永製菓：チョコボールミルク（2007）
- コニカミノルタ：有機EL照明（2008）
- 伊藤園：天然美香ジャスミン茶（2008）
- PARCO：仙台パルコ（2008）、パルコ春キャンペーン『ふたりパルコ』（2009）
- WILLCOM：WILLCOM D4, WILLCOM 03（2008）
- 日本コカ・コーラ：紅茶花伝ロイヤルミルクティー『どっちのミルクティー？』（2008）
- アサヒ飲料：アサヒスーパードライ（2008）、TeaO（2010）
- 森永乳業 エスキモーPino（2008）
- Kanebo：KATE『CONFUSION』（2008）
- P&G：ヴィダルサスーン『Fashion×Music×VidalSasoon 60s』（2008）、『ブルジョアゴージャス』篇（2009）
- 東芝：VARDIA（2008）
- NTT：NTT『タイポ＆イチロー篇』『自転するイチロー篇』『Change The World篇』（2009）
- ほっかほっか亭総本部：ほっかほっか亭『宣言篇』『竹の子篇』（2009）
- 日本マクドナルド：マクドナルド『朝のフルコース』（2009）、『今年はみんなでBIG SMILE』篇（2020）
- ワコール：LALAN（2009）
- グリコ：ウォーターリングキスミントガム『登場篇』（2009）、『遠心力篇』『ウォーターライン篇』（2010）、『インザウォーター篇』（2011）
- インテリジェンス：an『きゃりー時々2700篇』『きゃりー七変化篇』『きゃりーだらけのバイトタウン篇』『きゃりーだらけのバイトタウン時々2700篇』（2012）
- ACジャパン：全国キャンペーン『ライバルは、1964年。」（2016）
- かんぽ生命：『人生は、夢だらけ。』篇（2016）、『それは人生、わたしの人生』篇（2016）、『つぎは、何くる？』篇（2016）、『子どもたちが見ているこの国の未来』篇（2017）
- ソフトバンク：スマートフォン学割キャンペーン「スーパースチューデント」『「宣言」篇』（2017）
- かんのや：家伝ゆべし『YUBESHI・Reiwa』（2019）
- SMALL WORLDS：スモールワールズ『もうひとつの世界にようこそ！』（2020）
- ロッテ：ガーナ『母の日オーケストラ』篇（2020）『LOVE ITACHOCO』（2021）、キシリトール『XYLITOL×BTS Smile Sofa篇』『XYLITOL×BTS Smile Flower篇』『XYLITOL×BTS Smile Art篇』『XYLITOL×BTS Smile Fight篇』 『XYLITOL×BTS Smile Cleaning篇』（2021）
- 中外製薬：『私だけの治療法をください。』篇（2020）
- スパーティー：MEDULLA『安達祐実のでんぐり返し篇』『1/30,000篇』（2021）
- 大塚製薬：SOYJOY『コーヒー&ナッツ登場』篇（2021）
- リクルート：企業CM『Follow your heart〜迷ったら、ドキドキする方へ〜』（2021）
- 味の素AGF：ブレンディ カフェラトリー スティック『泡ってなんでうれしいんだろ』篇（2021）
- Sony：米津玄師×PlayStation『遊びのない世界なんて｜Play Has No Limits』（2022）
- 資生堂：MAQuillAGE（2011）、企業CМ『美しさとは、人の幸せを願うこと』篇（2022）

#### その他
- リオオリンピック閉会式のフラッグ・ハンドオーバー・セレモニーの映像制作（2016年）
- 福島県制作ショート・ミュージカル・ムービー「MIRAI 2061」監督、主題歌「みらいはすこしふしぎ」作詞参加（2018年）[15]
- 短編オムニバス映画・クソ野郎と美しき世界 episode.4「新しい詩（うた）」 監督・脚本（2018年）
- サントリー オールフリーpresents BOUM! BOUM! BOUM! 香取慎吾NIPPON初個展  オープニング映像（2019年）
- Sacai コレクションwebムービー 2021AW（2021年）、2022SS（2021年）、2022AW（2022年）
- 2020年東京オリンピックの開会式の終盤の映像制作（2021年）[16]
- ISSEY MIYAKE コレクションwebムービー 2022SS（2021年）、2022/23AW（2022年）

### キービジュアル担当
- Amazon Fashon Week TOKYO（当時）2018 S/S（2017年）, 2018A/W（2018年）

### コンサート演出
- 東京事変ライブツアー「東京事変Live Tour 2011 Discovery」（2011年） - これ以降、椎名林檎および東京事変のツアー全体の演出と映像を手掛けている。
- 「世界音楽の祭典IN浜松2016」：ワールドミュージックコンサートの演出（2016年11月）

### 作詞
- 東京事変「ハンサム過ぎて」

## 出演
- NHK Eテレ『テクネ 映像の教室』第3シリーズ（2013年1月）